# Terrytown (Luisiana)
Terrytown é uma Região censo-designada localizada no estado americano de Luisiana, na Paróquia de Jefferson.

## Demografia
Segundo o censo americano de 2000, a sua população era de 25.430 habitantes.

## Geografia
De acordo com o United States Census Bureau tem uma área de
9,7 km², dos quais 9,6 km² cobertos por terra e 0,1 km² cobertos por água.

## Localidades na vizinhança
O diagrama seguinte representa as localidades num raio de 8 km ao redor de Terrytown.